# Premio Videoclip Italiano
Il Premio Videoclip Italiano (PVI) è stato un riconoscimento assegnato annualmente ai migliori video musicali prodotti nel corso dell'anno. Era promosso in sinergia da Rockol e dalla "Libera Università di Lingue e Comunicazione" IULM.

## Storia
Il premio è nato nel 1999. Ideatore e direttore artistico era il regista Domenico Liggeri. Il premio si teneva tutti gli anni presso l'università IULM di Milano, normalmente a novembre, per una durata di circa 3 giorni.
Vi era altresì una sezione Videoclip indipendenti, dedicata ad esordienti. I premi riconosciuti erano: Migliore video assoluto, Miglior regia, Miglior fotografia, Miglior montaggio, Migliore soggetto.

## La giuria
I componenti della giuria sono stati (nel corso degli anni)
- Aldo Grasso (Corriere della Sera)
- Antonio Dipollina (la Repubblica)
- Marinella Venegoni (La Stampa)
- Achille Bonito Oliva (critico d'arte)
- Franco Zanetti (Rockol)
- Manuela Moreno (Tg2)
- Carlo Antonelli (direttore Rolling Stone)
- Paolo Giovanazzi (Maxim)
- Luca De Gennaro (MTV)
- Paolo Zaccagnini (il Messaggero)
- Alberto Crespi (FilmTv)
- Lele Biscussi (regista tv, Le Iene su Italia 1)
- Simonetta Martone (giornalista, conduttrice tv)
- Isabella Santacroce (scrittrice)
- Renato Tortarolo (il Secolo XIX)

- Marco Mathieu (GQ)
- Manlio Sgalambro (filosofo, paroliere di Franco Battiato)
- Elisabetta Sgarbi (regista, direttore editoriale Bompiani)
- Andrea Laffranchi (Corriere della Sera)
- Paola Maugeri, Enrico Silvestrin e Massimo Coppola (Mtv)
- Antonio Vandoni e Paola "Funky" Gallo (Video Italia)
- Linus (Radio Deejay)
- Lucilla Agosti (All Music)
- DJ Ringo (Radio 105, Virgin Radio, Tribe)
- Max Brigante (Rock Tv)
- Ilaria Amato (Rockstar)
- Simone Arcagni (critico e studioso)
- Paolo Giordano (il Giornale)
- Alex S. Garcia (responsabile sito internazionale mvdbase.com)
- Matteo Maffucci e Thomas De Gasperi (alias Zero Assoluto, Hit Channel)
- Marco Mangiarotti (Il Giorno)

- Francesca "Cheyenne" Roveda (Rtl 102.5)
- Daniel C. Marcoccia (Rock Sound)
- Gianni Sibilla (Università Cattolica di Milano)
- Luca Valtorta e Lorenza Biasi (XL)
- Gianni Canova (Critico cinematografico)
- Mixo (Rai Radio 2)
- Cristina Donà (cantautrice)
- Fabiola Naldi (Flash Art)
- Chiara Papaccio (Losingtoday)
- Elisabetta Arnaboldi (LA7)
- Mario De Luigi (Musica e Dischi)
- Renato Marengo e Michael Pergolani (Demo di RadioUno Rai)
- Mark Dezzani (Billboard)
- Gaetano Morbioli (regista di videoclip)
- Marcello Cesena (regista di cinema, tv e pubblicità)

- Riccardo Mazzon (autore televisivo e regista)
- Italo Moscati (scrittore, regista)
- Fabio Olmi (direttore della fotografia cinematografico)
- Nada (cantautrice)
- Giò Alajmo (Il Gazzettino)
- Giuseppe Attardi (La Sicilia)
- Michele Boroni (Vanity Fair)
- Giovanni Brasca (All Music)
- Daniela Colucci (Tg2)
- Carlo Croci (Sportweek - Gazzetta dello Sport)
- Massimiliano Ferramondo (Rolling Stone)
- Leonardo Jattarelli (il Messaggero)
- Salvatore Rizzo (il Giornale di Sicilia)
- Mariolina Simone (Coming Soon)
- Cristina Sivieri Tagliabue (Nova - Il Sole 24 Ore)
- Gaia Varon (musicologa, docente Università IULM)

## Albo d'oro

### Edizione 1999
- Miglior video assoluto: Chemioterapia di Madaski per la regia di Luca Pastore.
- Miglior regia: Massimiliano Coro per Kleinkief - Woland.
- Miglior fotografia: Corrado Zacchi per Mauro Negri - Il mimo (regia Paolo Doppieri).
- Miglior Montaggio: Walter Fasano per Royalize - La tua lingua sul mio cuore (regia di Asia Argento).
- Miglior Soggetto: Andrea Princivalli e Andrea Manzo per Fahrenheit 451 - Uccidiamo il chiaro di luna.[1]

### Edizione 2000
- Miglior videoclip pop: La descrizione di un attimo dei Tiromancino, per la regia di Riccardo Sinigallia e Frankie hi-nrg mc.
- Miglior videoclip impegnato: Comuntwist dei 99 Posse - regia di Antonio Bocola e Paolo Vari.
- Miglior videoclip sperimentale: Frammenti di una biografia per versi e voce di Franco Battiato e Manlio Sgalambro -  regia di Elisabetta Sgarbi.
- Videoclip anni '90: Sangue impazzito dei Timoria - regia di Alessandra Pescetta e Alex Orlowski
- Premio speciale alla videografia musicale: Marlene Kuntz
- Premio speciale regista internazionale: Tarsem Singh, per Losing My Religion dei R.E.M.

### Edizione 2001
- Migliore video dell'anno: L'assenzio dei Bluvertigo - regia di Asia Argento
- Migliore produzione artistica: Noi non ci saremo dei C.S.I. - regia di Beniamino Catena
- Migliore video di ricerca: Spaceman dei Verdena - regia di Dig It
- Migliore video per il montaggio: Versus dei Wolvo/Pasquale Defina - regia di Sabino Esposito
- Migliore video internazionale: The Last Good Day of the Year dei Cousteau
- Premio speciale migliore musicista regista: Raf
- Rockumentary anni '90: Edoardo Bennato
- Migliore esordio nella regia: Valentina Bersiga

### Edizione 2002
- Migliore realizzazione mainstream: Bene bene male male di Piero Pelù - regia di Dario Piana
- Migliore video di ricerca: Salvami di Jovanotti - regia di Sergio Pappalettera
- Migliore realizzazione artistica in animazione 3D: Per me è importante dei Tiromancino - realizzato dalla Direct 2 Brain
- Miglior produzione artistica in digitale: Non era previsto di Max Gazzè - regia di Francesco Cabras e Alberto Molinari
- Miglior montaggio produzione indipendente: Fabrizio Pietrafesa per "Kanzone su Londra" dei 24 GRANA - regia di Alessandro Rak
- Premio speciale per la videografia artistica: Subsonica
- Premio speciale clip storico: Gino Paoli per La gatta
- Premio speciale per il migliore rockumentary internazional: 1 Giant Leap

### Edizione 2003
- Miglior video dell'anno: Funzioni primarie dei Velvet - regia di Giangi Magnoni
- Miglior videografia artistica: Luciano Ligabue per l'album Fuori come va?
- Miglior DVD musicale: Nomadi per Nomadi 40
- Premio speciale storico: Gianni Morandi per Andavo a 100 all'ora
- Miglior video di contaminazione artistica: La mia ragazza mena degli Articolo 31, regia di Gaetano Morbioli
- Miglior realizzazione indipendente ad alto budget: Gli occhi al cielo di Pacifico - regia di Frankie hi-nrg mc e Laura Chiossone
- Miglior video concettuale: Oro nero degli Otto Ohm - regia di Leone Balduzzi
- Miglior documentario musicale: Il disco del mondo. Vita breve di Luca Flores, musicista di Walter Veltroni e Roberto Malfatto.

### Edizione 2004
- Miglior video dell'anno: Amore impossibile dei Tiromancino - regia di Lamberto Bava
- Miglior video di contaminazione artistica: Together di Elisa
- Premio speciale storico: Loredana Bertè per Movie della Factory di Andy Warhol
- Premio speciale Videomusic: Enrico Ruggeri
- Premio speciale per la ricerca nell'arte videomusicale: Fotoromanza di Gianna Nannini - regia di Michelangelo Antonioni
- Premio speciale "Mister Fantasy": Flavio Giurato

### Edizione 2005
- Miglior video dell'anno - categoria artista uomo: (Tanto)³ di Jovanotti - regia di Ambrogio Lo Giudice
- Miglior video dell'anno - categoria artista donna: Una poesia anche per te di Elisa - regia di Elisa Toffoli e danXzen
- Miglior video dell'anno - categoria gruppi: Rotolando verso sud dei Negrita - regia di Paolo Soravia
- Miglior video dell'anno - categoria artista emergente: Mentre tutto scorre dei Negramaro - regia di Alessandro D'Alatri
- Miglior video dell'anno - categoria artista internazionale: Wake Me Up when September Ends dei Green Day - regia di Samuel Bayer
- Premio speciale screensaver: Gemelli Diversi, e ai giovani autori di Reality Show
- Premio Speciale Future Film Festival: Nel mio mondo di Piero Pelù - regia di Tony Pignatelli e Francesco Buccheri
- Miglior video dell'anno - categoria gruppo: Stop Me dei Planet Funk.

### Edizione 2006
- Miglior video dell'anno - categoria artista uomo: Falla girare di Jovanotti - regia di Ambrogio Lo Giudice
- Miglior video dell'anno - categoria artista donna: Sei nell'anima di Gianna Nannini - regia di Kal Karman
- Miglior video dell'anno - categoria gruppi: Incantevole dei Subsonica - regia di Maki Gherzi
- Miglior video dell'anno - categoria artista emergente: Tutto è possibile dei Finley - regia di Gaetano Morbioli
- Premio speciale per la sintesi delle arti: Luciano Ligabue
- Premio Nseries Awar: Portami via di Giovanni Allevi - regia di M.E.Pacileo e F. Maraghini
- Premio Speciale per il video di animazion: Luca Carboni per la trilogia di Marco Pavone
- Targa PMI per il valore estetico e il fine umanitario: Rezophonic

### Edizione 2007
- Miglior video dell'anno - categoria artista uomo: Ti regalerò una rosa di Simone Cristicchi - regia di Alberto Puliafito
- Miglior video dell'anno - categoria artista donna: Eppure sentire di Elisa - regia di Giovanni Veronesi
- Miglior video dell'anno - categoria gruppi: Portami via dei Le Vibrazioni - regia di Cosimo Alemà
- Miglior video dell'anno - categoria artista emergente: Stai bene come stai dei Le Mani - regia di Riccardo Struchil
- Targa speciale per il DVD musicale: Extra degli Zero Assoluto
- Premio speciale per l'esordio nella regia videomusicale: Giuliano Sangiorgi
- Targa Cornetto Freemusic Audition per la migliore presenza scenica: Lost (gruppo musicale)

### Edizione 2008
- Miglior video dell'anno - categoria artista uomo: Eroe (storia di Luigi delle Bicocche) di Caparezza - regia di Riccardo Struchil
- Miglior video dell'anno - categoria artista donna: Basta! di L'Aura - regia di Marco Salom
- Miglior video dell'anno - categoria gruppi: Parco Sempione di Elio e le Storie Tese - regia di Marcello Macchia
- Miglior video dell'anno - categoria artista emergente: Non ti scordar mai di me di Giusy Ferreri - regia di Cosimo Alemà
- Miglior video in assoluto - categoria artisti indipendenti Cinestetica di Marta sui tubi - regia di Stefano Bertelli
- Premio speciale per la videografia: Cesare Cremonini
- Premio speciale per l'arte videomusicale: Jovanotti
- Premio speciale FIMI-MSN Video - rivelazione dell'anno: dARI
- Premio speciale per un video di forte contenuto sociale: Portuale - Gregor Ferretti - regia di Sandro Mazzanti
- Premio speciale per la miglior comunicazione sociale e civile: 'U tagghiamu stu palluni ...?! dei Combomastas' regia di Armando Trivellini

### Edizione 2009
Premi alla produzione mainstream
- Miglior video dell'anno - categoria artista uomo: Il regalo più grande di Tiziano Ferro - regia di Gaetano Morbioli
- Miglior video dell'anno - categoria artista donna: La più bella canzone d'amore che c'è di Dolcenera - regia di Gaetano Morbioli
- Miglior video dell'anno - categoria gruppi: Per dimenticare di Zero Assoluto - regia di Cosimo Alemà
- Miglior video dell'anno - categoria artista emergente: Storia di una favola di La fame di Camilla - regia di danXzen
- Premio speciale per la videografia: Finley
- Premio speciale per L'arte videomusicale: Renato Zero
- Premio speciale ROCKOL: Il Genio
- Premio speciale: Pooh per il clip “Ancora una notte insieme” realizzato da Andrea Falbo e Andrea Gianfelice.

Premi alla produzione indipendente
- Migliore video assoluto: Mountain tea traders di Julie's Haircut, regia di Marco Missano
- Migliore regia: Roberto "Saku" Cinardi per God and ants di Caesar Palace
- Migliore fotografia: Pietro De Filippi per Sei qui per me di Paolo Cattaneo, regia di Daniel Marini
- Miglior montaggio: Roberto "Saku" Cinardi per Spellbound di Lacuna Coil, regia di Saku
- Miglior soggetto: Luca Lumaca per Mafia spa di Postal_m@rket, regia di Luca Lumaca

### Edizione 2010
- Categoria "Uomini": London Theatre - The Niro
- Categoria "Donne": Non molto lontano da qui - Carmen Consoli
- Categoria "Gruppi": Direzioni diverse - Il Teatro degli Orrori
- Categoria "Emergenti": Ah Oh Aficionados - Trabant - regia di danXzen
- Categoria "Indipendenti" Everyone in their room - Music For Eleven Instrument

### Edizione 2011
- Categoria "Uomini": Ci sei sempre stata - Luciano Ligabue regia di Marco Salom
- Categoria "Donne": AAA Cercasi - Carmen Consoli
- Categoria "Emergenti": Diamante lei e luce lui - Annalisa
- Categoria "Gruppi": Istrice (singolo) - Subsonica
- Categoria "Indipendente": L'Amorale - Zen Circus
- Categoria "Miglior Regia": Orizzonti - Riva Starr feat. Sud Sound System a Marco Missano
- Categoria "Il Miglior Soggetto": Necrologie d'amour - Lambda (regia e soggetto di Luca Lumaca)
- Categoria "Miglior Montaggio": Work Man Blue - Mauro Ottolini & Sousaphonix (Montatore: Paolo Pinaglia, regia di Hermes Mangialardo)
- Categoria "Miglior Fotografia": Do you feel like I feel? - Nicola Conte (Direttore della fotografia Fabio Rocchi, regia di Jacopo Rondinelli)
- Categoria "Premio Speciale degli Studenti": Necrologie D'Amour - Lambda.

### Edizione 2012
- Categoria "Uomini": L'ultima notte al mondo - Tiziano Ferro
- Categoria "Donne": Senza riserva - Annalisa
- Categoria "Emergenti": Distratto - Francesca Michielin
- Categoria "Gruppi": Cattivi esempi - Club Dogo
- Categoria "Miglior Videoclip Assoluto": Luca Lumaca per Was Anderson di I Cani
- Categoria "Miglior Regia": Marco Lumanna per Fuego dei Finley
- Categoria "Miglior Fotografia": Thomas Toti per Le stelle ci cambieranno pelle di Marco Notari
- Categoria "Miglior Montaggio": Domenico Guidetti per Futura days dei Drink to Me
- Categoria "Miglior soggetto/idea": Marco Missano per Welcome to Babylon degli A Toys Orchestra
- Categoria "Premio Videoclip Indipendente 2012": Silenzi da un temporale di Luigi Friotto
- Categoria "Miglior regia Videoclip Indipendente 2012": Luciano Silighini per Sono quella di Kate Gomiero